# Sistem hexazecimal
Sistemul hexazecimal (numit și sistemul hexadecimal) este sistemul de numerație în baza 16, scris de obicei cu ajutorul simbolurilor (cifrelor hexazecimale) 0-9 și A-F. Sistemul este întâlnit mai ales în domeniul informatic, unde este folosit intens deoarece conținutul unui octet se poate exprima prin exact două cifre hexazecimale. 

## Echivalențe
Tabelul următor prezintă echivalențele între sistemele binar, hexazecimal și zecimal (notat uzual dec de la cuvântul decimal din engleză):
```
     bin     hex    dec 
     0000 =   0  =   0
     0001 =   1  =   1
     0010 =   2  =   2
     0011 =   3  =   3
     0100 =   4  =   4
     0101 =   5  =   5
     0110 =   6  =   6
     0111 =   7  =   7
     1000 =   8  =   8
     1001 =   9  =   9
     1010 =   A  =  10
     1011 =   B  =  11
     1100 =   C  =  12
     1101 =   D  =  13
     1110 =   E  =  14
     1111 =   F  =  15
    10000 =  10  =  16
    10001 =  11  =  17
 00010010 =  12  =  18
    ...     ...    ...  
```

Urmează numere de 8 cifre binare, numite octeți sau bytes, care întotdeauna corespund la 2 cifre hexazecimale:
```
 bin        hex    dec
 10100111 =  A7  = 167
 11001101 =  CD  = 205
 11111111 =  FF  = 255
```

Urmează numere de 9 cifre binare, ș.a.m.d.:
```
bin         hex    dec
100000000 = 100  = 256
100000001 = 101  = 257
  ...       ...    ...
```

Pentru a arăta că un număr este hexazecimal se folosesc mai multe notații:
- în matematică, baza de numerație se notează cu un subindice, de exemplu 5A3(16).
- în C, Java și alte limbaje de programare similare, prefixul hexazecimal este "0x", de exemplu 0x5A3.
- în Pascal și Delphi, prefixul hexazecimal este "$", de exemplu $5A3.
- în HTML, prefixul hexazecimal este caracterul special "#" (hash), de exemplu #5A3.
- în diferite variante de Assembler, numerele hexazecimale sunt notate cu sufixul "H": 5A3H.

## Aplicații
Sistemul hexazecimal a fost folosit la unitatea de calcul în virgulă mobilă a sistemelor de calcul franceze IRIS (Informatique et Réseaux pour l'Industrie et les Services) ale cărui clone au fost fabricate și în România sub numele de Felix C. La aceste calculatoare incrementarea exponentului cu un bit determina deplasarea mantisei cu 4 biți (echivalentul unei cifre hexazecimale), fapt care oferea o lărgire a ordinului de mărime a cifrelor reprezentabile, cu prețul unei pierderi de precizie de ordinul unei cifre zecimale.